# 小川源助
小川 源助（おがわ げんすけ、1881年11月 - 1953年1月14日）は、日本の盲目の盲学校教師で、敗戦直後のGHQによる盲人の鍼灸禁止通達を撤回させる運動では中心的役割を果たした。
位階および勲等は従五位・勲五等。

## 生涯
1881年11月に栃木県足尾町の長坂家に生まれ、のち、小川家の養子となり群馬県山田郡大間々町で成長する。1896年15歳のときに失明する。1905年に母親が死亡。1906年から新潟県長岡で鍼按の修業をする。1908年、コトと結婚し、4月に東京盲唖学校に入学する。 1910年に、東京盲唖学校尋常科および鍼按科を卒業。4月から教員練習科に入り、模範生として月4円を給与される。1911年3月に教員練習科を卒業し、東京盲唖学校の「雇」として勤務する。1914年には、自宅が火災にあい全焼。同じ年に点字書出版を始める。1919年に東京盲学校技芸科鍼按科の「授業嘱託」となる。1923年、東京都の鍼術・灸術・按摩術試験委員となる。1926年に東京盲学校教諭になり、鍼按科主任となる。1938年（昭和13年）に、失明軍人教育所講師を兼任し、また、教科書編纂にたずさわる。1944年には、戦況悪化のため静岡県長岡温泉に師範部生とともに疎開する。また同年、宇一郎夫妻を養子にする。敗戦の翌年、1946年に生徒とともに帰校して、職員寮に住むようになる。1947年には、文部省主催の新教育講習会の講師を務める。また、GHQの鍼灸禁止通告に対して反対運動の中心になる。1950年に69歳で国立盲教育学校を退職する。1953年1月14日に喘息のため逝去、享年71。

## 年譜
- 1881年11月 栃木県足尾町の長坂家に生まれ、のち、小川家の養子となり群馬県山田郡大間々町で成長する
- 1896年 失明
- 1906年 新潟県長岡で修業する
- 1908年 コトと結婚し、4月に東京盲唖学校に入学する
- 1910年 尋常科および鍼按科を卒業。4月から模範生として月4円を給与される
- 1911年 教員練習科を卒業。雇を命じられ東京盲唖学校に勤務
- 1914年 自宅が火災にあい全焼。点字書出版を始める
- 1919年 東京盲学校技芸科鍼按科授業嘱託となる
- 1923年 東京都の鍼術・灸術・按摩術試験委員となる
- 1926年 教諭になり、鍼按科主任となる
- 1938年（昭和13年） 失明軍人教育所講師を兼任。教科書編纂にたずさわる
- 1944年 静岡県長岡温泉に師範部生とともに疎開。宇一郎夫妻を養子にする
- 1946年 生徒とともに帰校、職員寮に住む
- 1947年 文部省主催の新教育講習会の講師を務める。GHQの鍼灸禁止通告に対して反対運動の中心になる
- 1949年 東京盲学校が国立盲教育学校と改称
- 1950年 国立盲教育学校を退職
- 1953年3月 逝去、享年71

## 著書
- 『最新マッサージ学教科書』桜雲会、点字出版
- 『キルヒベルグマッサージの基本手技とその応用』東京点字出版所、点字出版